# Stelpost
Een stelpost is een boekhoudkundig begrip. Een stelpost wordt opgenomen in een begroting terwijl de werkelijke kosten nog niet exact bepaald kunnen worden. Het gaat dan ook om een schatting. Dergelijke posten worden bijvoorbeeld in verbouwingsovereenkomsten toegepast door aannemers, wanneer voor bepaalde werkzaamheden derden worden ingeschakeld waarvan van tevoren nog niet bekend is wat de kosten zijn. Stelposten worden vaak wel gelimiteerd zodat ze niet onbeperkt kunnen toenemen.
Ook moet van een stelpost door de klant een specificatie op te vragen zijn.